# O Horla
Le Horla é um conto fantástico de Guy de Maupassant, publicado originalmente em 1886 e, numa versão definitiva, em 1887.

## Histórico
Le Horla tem sua origem num curto conto de Maupassant, Lettre d'un fou (Carta de um louco), publicado sob o pseudônimo "Maufrigneuse" em 1885, no periódico Gil Blas. Já há um enredo semelhante, mas sem o "Horla" propriamente dito.
A primeira versão de Le Horla foi publicada em 1886, no Gil Blas. A segunda versão, mais conhecida e mais longa, apareceu em 1887 em uma coleção de contos homônima./
As três versões vêm em três formas literárias diferentes. Carta de um louco, como o seu título indica, é uma carta fictícia, a primeira versão de o Horla é uma história em relato, e a segunda versão tem a forma de um diário inacabado, o que cria a impressão de que seu proprietário tenha ficado insano ou cometido suicídio.
A criação de Le Horla coincide com o início da loucura de Maupassant, sofrendo cada vez mais alucinações e com personalidade dividida à sífilis por ele contraída. Em 1892, ele tenta o suicídio.

## Edições
- Guy de Maupassant, Le Horla, texto integral das três versões, coletânea de  Chrisitine Bénévent, leitura visual por Valérie Lagier, Paris, Gallimard, 2003, 143 páginas, ISBN 2-07-030245-8.

### Primeira versão
- 1886. Le Horla, em Gil Blas, 26 de outubro de 1886.
- 1886. Le Horla, em La Vie populaire de 9 de dezembro de 1886.
- 1907-1910. Le Horla, em Obras completas de Guy de Maupassant, em Paris, Louis Conard.
- 1979. O Horla, em Maupassant, Contes et nouvelles, volume II, texto estabelecido e anotado por Louis Forestier, (p. 1590-1592) Bibliothèque de la Pléiade, edições Gallimard.

### Segunda versão
- 1887. Le Horla, em Le Horla, uma coleção de contos publicada em 17 de maio de 1887, do editor Paul Ollendorff.
- 1979. Le Horla, em Maupassant, Contes et nouvelles, volume II, texto estabelecido e anotado por Louis Forestier, (p. 1612-1625) Bibliothèque de la Pléiade, edições Gallimard.

## Resumo

### Primeira versão
Um alienista convida colegas para ouvir o testemunho de um de seus pacientes. O homem narra os diversos eventos por que passou, chegando a uma única conclusão: um novo ser, que ele mesmo chamou de o Horla, chegou para dominar a humanidade.

### Segunda versão
Em um diário, o narrador relata suas angústias e várias perturbações. Ele gradualmente sente ao seu redor a presença de um ser invisível, que ele chama de Horla. Na busca de se livrar do sobrenatural, o narrador vai se tornando, pouco a pouco, louco. O Horla, um ser sobre-humano, o assombra cada noite e "bebe" sua vida. Esta loucura o leva a muitas ações, algumas realmente tolas. Ele acaba incendiando sua casa, mesmo com seus empregados dentro da residência. Nas últimas linhas do romance, vendo a persistência do sobrenatural, o narrador avista o suicídio como a solução final.

## Análise

### Inspirações de Maupassant
O aspecto fantástico do conto vem da dúvida criada nos leitores quanto à loucura do narrador ou à realidade dos fatos que ele relata. O próprio Maupassant sofria de alguns problemas: ele tinha a impressão de se ver no exterior de si ou de ser estranho à pessoa que via no espelho. A conclusão, que evoca o suicídio como solução, pode ser vista como o reflexo do sentimento do autor na resolução de suas atribulações. Le Horla é o ápice de uma série de contos que fazem referência a um sentimento de dualidade ao lado de um ser monstruoso ou sobrenatural.

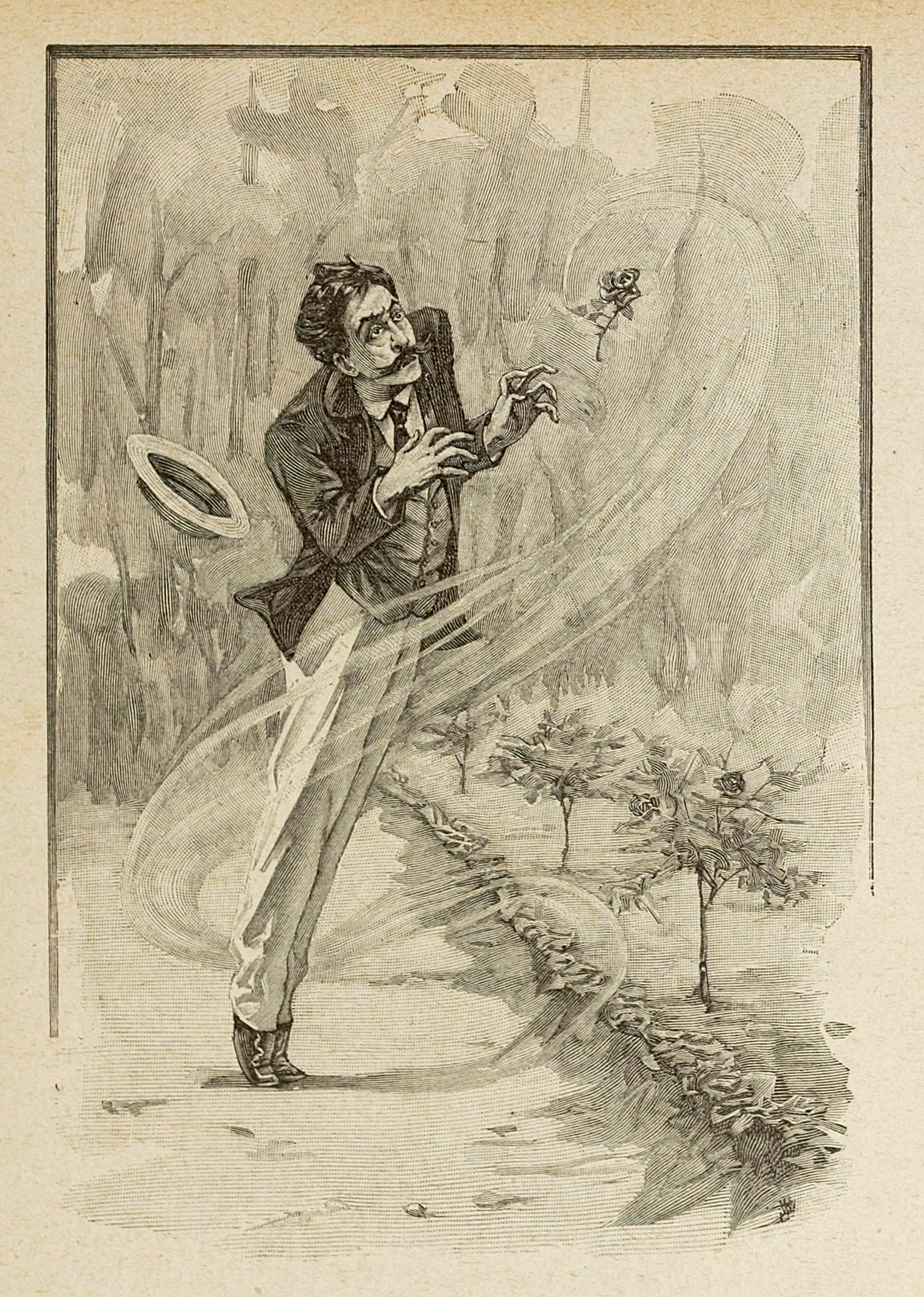
Ilustração de William Julian-Damazy, propondo uma visão da passagem em que o Horla pega uma rosa e a levanta no ar, na frente do narrador, que não vê a criatura.

Maupassant renovou o tema da dualidade, presentes na literatura fantástica desde Hoffmann, usando o pensamento científico e médico da época para o método, incluindo hipnose, e o trabalho sobre histeria de Charcot, a cujas apresentações no hospital Salpêtrière o autor compareceu.

### Características da criatura
O Horla é um ser invisível a olho nu, o que lhe confere a sua superioridade. É desta forma que ele exerce influência sobre o narrador. No entanto, seu corpo não parece totalmente intangível porque o Horla pode mover objetos (como uma rosa ou uma página de livro), beber água e leite, e até mesmo se interpor entre o narrador e um espelho, impedindo o reflexo do homem. Portanto, ele tem uma consistência certamente material, mas sem uma forma determinada. Ele também parece ser capaz de falar com os homens, uma vez que, na segunda versão, o narrador diz ouvir a criatura de lhe dizer que se chama Horla (na primeira versão o ser é batizado pelo narrador).
Apesar da falta de informações sobre a aparência física do Horla nos contos de Maupassant, os artistas que ilustraram as publicações de Le Horla, como William Julian-Damazy, frenquentemente propõem visões fantasmagóricas e antropomórficas da criatura.

### Origem do nome "Horla"
O termo "Horla" é um neologismo criado por Maupassant. Várias hipóteses foram criadas para explicar a origem do nome. Pode ser uma composição da expressão "hors la loi" ("fora da lei") e da palavra normanda "horsain", que significa "o estrangeiro". Mas pode ser, também, a justaposição das palavras "hors"("fora") e "là" ("aqui"), o que cria um paradoxo, mostrando a anormalidade da criatura e de sua presença.

## A posteridade

### Influências
- O chamado de Cthulhu[6] de H. P. Lovecraft (1926).
- The Horla é o título de uma canção da banda Angel Witch (2012).

### Adaptações

#### Cinema e televisão
- 1914: Zlatcha Notch (A terrível Noite), Rússia, Yevgeni Bauer
- 1915: Para Gnedych (O diário de um louco), Rússia, Yakov Protazanov
- 1917: Le Yogi, Alemanha, Paul Wegener
- 1961: Le Horla, uma série de televisão canadense de Guy Hoffmann
- 1962: Diary of a Mad Man (O diário de um louco, Estados Unidos, Reginald Le Borg (96 minutos)
- 1966: Le Horla, França, Jean-Daniel Pollet (38 minutos)
- 1987: Le Horla, França, Pierre Carpentier (16 minutos)
- 1989: Le Horla, França, Daniel Coche (49 minutos)
- 2009: Le Horla, França, Boris Labourguigne e Bastien Raynaud (20 minutos)